# Farmington (Maine)
Farmington je město v okrese Franklin County ve státě Maine ve Spojených státech amerických. K roku 2010 zde žilo 7 760 obyvatel. S celkovou rozlohou 144,57 km² byla hustota zalidnění 53,8 obyvatel na km².